# DPD Polska

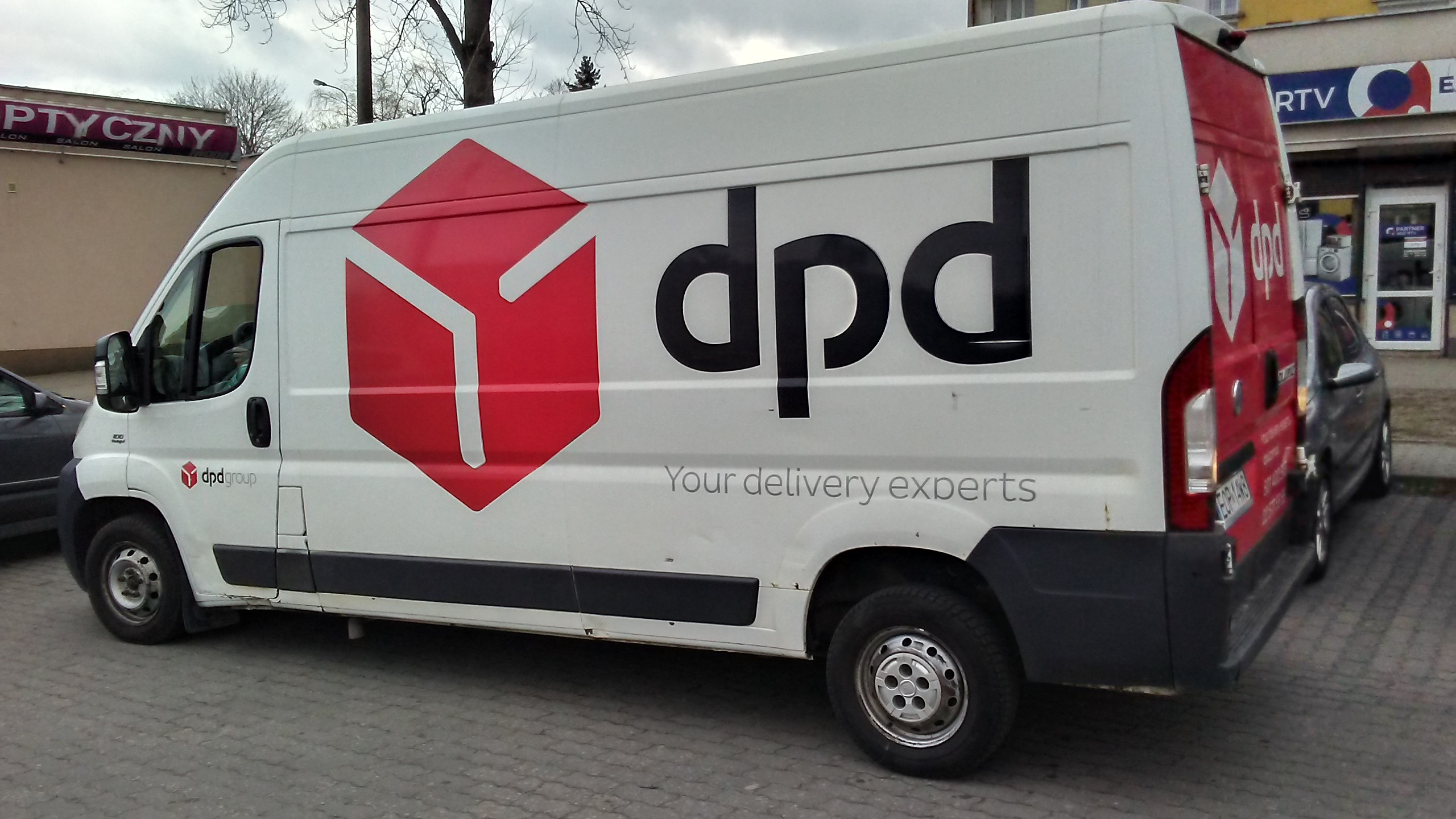
Samochód DPD w Tomaszowie Mazowieckim (woj. łódzkie)

DPD Polska Sp. z o.o. – polskie przedsiębiorstwo spedycyjne z siedzibą w Warszawie, wchodzące w skład Geopost.

## Działalność
Początki DPD Polska (wcześniej: Masterlink Express) sięgają 1991 – wówczas było to przedsiębiorstwo będące w 100% własnością polskiego kapitału. W początkowym okresie firma doręczała przesyłki wyłącznie na terenie Polski. W 1994 przedsiębiorstwo rozpoczęło współpracę z międzynarodowymi firmami kurierskimi, co umożliwiło oferowanie usług spedycyjnych o zasięgu międzynarodowym.
W 1998 Masterlink został przejęty przez Posten AB, lidera na szwedzkim rynku usług logistycznych, co pozwoliło na dynamiczny rozwój Masterlink Express.
W lipcu 2002 Grupa La Poste i Posten AB podpisały umowę, na mocy której holding GeoPost nabył 50% udziałów Masterlink Express. Jednocześnie Posten AB nabył licencję Direct Parcel Distribution w Polsce (DPD), przez co Masterlink zyskał dostęp do sieci logistycznej obejmującej ponad 30 krajów Europy. W październiku 2002 Masterlink Express zakupił 100% udziałów w Air Cargo Poland (spółka posiadająca m.in. agencję celną), poszerzając wachlarz usług o działalność celną i spedycyjną o pełnym spektrum (transport przesyłek drogami: powietrzną, morską i lądową).
W maju 2004 przedstawiciele Geopost i Posten AB podpisali umowę handlową w wyniku której francuski holding nabył 50% udziałów w Masterlink, które do tej pory były własnością Posten AB. GeoPost stał się tym samym jedynym właścicielem Masterlink Express.
W marcu 2015 DPD Polska zaprezentowała nowe logo i hasło ‘Your Delivery Expert’ Odświeżenie identyfikacji wiąże się też z ujednoliceniem wizerunku grupy Geopost, która ze swoich marek DPD, SEUR, Interlink i Chronopost zdecydowała się eksponować przede wszystkim tę pierwszą.
W kwietniu 2015 roku DPD Polska oraz Siódemka sfinalizowały połączenie prawne. Integracja została przeprowadzona na mocy zgody UOKiK wydanej 1 października 2014 r. poprzez przeniesienie całego majątku Siódemki S.A. na DPD Polska sp. z o.o. jako spółki przejmującej.